# Tympanogaster moondarra
Tympanogaster moondarra är en skalbaggsart som beskrevs av Perkins 2006. Tympanogaster moondarra ingår i släktet Tympanogaster och familjen vattenbrynsbaggar. Inga underarter finns listade i Catalogue of Life.